# Municipio Tarata
Das Municipio Tarata ist ein Verwaltungsbezirk im Departamento Cochabamba im südamerikanischen Anden-Staat Bolivien.

## Lage im Nahraum
Das Municipio Tarata ist eines von vier Municipios der Provinz Esteban Arce. Es grenzt im Westen an die Provinz Capinota, im Süden an das Departamento Potosí, im Südosten an das Municipio Anzaldo, im Osten die Provinz Germán Jordán und im Norden an das Municipio Arbieto.
Das Municipio Tarata hat eine Fläche von 334 km², der zentrale Ort ist Tarata mit 3952 Einwohnern im östlichen Teil des Municipios. (2001)

## Geographie
Das Municipio Tarata liegt im Übergangsbereich zwischen der Anden-Gebirgskette der Cordillera Central und dem bolivianischen Tiefland.
Die mittlere Durchschnittstemperatur der Region liegt bei etwa 18 °C (siehe Klimadiagramm Cochabamba) und schwankt nur unwesentlich zwischen 14 °C im Juni/Juli und 20 °C im Oktober/November. Der Jahresniederschlag beträgt nur rund 450 mm, bei einer ausgeprägten Trockenzeit von Mai bis September mit Monatsniederschlägen unter 10 mm und einer Feuchtezeit von Dezember bis Februar mit 90 bis 120 mm Monatsniederschlag.

## Bevölkerung
Die Einwohnerzahl hat sich zwischen 1992 und 2012 nur wenig geändert, ist aber in dem darauf folgenden Jahrzehnt um mehr als ein Drittel angestiegen:
| Jahr | Einwohner | Quelle       |
| ---- | --------- | ------------ |
| 1992 | 8.406     | Volkszählung |
| 2001 | 8.715     | Volkszählung |
| 2012 | 8.242     | Volkszählung |
| 2024 | 11.235    | Volkszählung |

Die Bevölkerungsdichte des Municipio betrug 33,6 Einwohner/km² bei der Volkszählung 2024, der Anteil der städtischen Bevölkerung ist 47,9 Prozent.
Die Lebenserwartung der Neugeborenen lag im Jahr 2001 bei 61,6 Jahren.
Der Alphabetisierungsgrad bei den über 19-Jährigen beträgt 72,6 Prozent, und zwar 85,1 Prozent bei Männern und 62,0 Prozent bei Frauen (2001).

## Politik
Ergebnis der Regionalwahlen (concejales del municipio) vom 4. April 2010:
| Wahl- berechtigte |  | Wahl- beteiligung | gültige Stimmen |  | MAS-IPSP | MSM    |
| ----------------- |  | ----------------- | --------------- |  | -------- | ------ |
| 5.117             |  | 4.414             | 3.420           |  | 2.279    | 1.141  |
|                   |  | 86,3 %            | 77,5 %          |  | 66,6 %   | 33,4 % |

Ergebnis der Regionalwahlen (elecciones de autoridades políticas) vom 7. März 2021:
| Wahl- berechtigte |  | Wahl- beteiligung | gültige Stimmen |  | MAS-IPSP | SÚMATE  | MTS    | SOMOS  | UNIDOS.CBBA | C-A    |
| ----------------- |  | ----------------- | --------------- |  | -------- | ------- | ------ | ------ | ----------- | ------ |
| 7.292             |  | 6.053             | 5.495           |  | 3.876    | 1.299   | 116    | 57     | 54          | 43     |
|                   |  | 83,01 %           | 90,78 %         |  | 70,54 %  | 23,64 % | 2,11 % | 1,04 % | 0,98 %      | 0,78 % |

## Gliederung
Das Municipio Tarata untergliederte sich bei der letzten Volkszählung von 2012 in die folgenden vier Kantone (cantones):
- 03-0401-01 Kanton Tarata – 25 Ortschaften – 5.702 Einwohner
- 03-0401-02 Kanton Izata – 8 Ortschaften – 691 Einwohner
- 03-0401-03 Kanton Huayculi – 6 Ortschaften – 1.215 Einwohner
- 03-0401-04 Kanton Huasa Rancho – 4 Ortschaften – 634 Einwohner

## Ortschaften im Municipio Tarata
- Kanton Tarata
  - Tarata 3952 Einw.

- Kanton Izata
  - Izata 121 Einw.

- Kanton Huayculi
  - Huayculi 620 Einw.

- Kanton Huasa Rancho
  - Mendez Mamata 282 Einw. – Huasa Rancho 187 Einw.